# تانزان‌ایر
تانزان‌ایر (به انگلیسی: Tanzanair) یک شرکت هواپیمایی است که در تاریخ ۱۹۶۹ میلادی تأسیس شده است. دفتر مرکزی تانزان‌ایر در دارالسلام، تانزانیا واقع شده‌است و قطب این شرکت هواپیمایی در فرودگاه بین‌المللی ژولیوس نیرر قرار دارد.